# Львівський університет бізнесу та права
Львівський університет бізнесу та права — вищий навчальний заклад III—IV рівнів акредитації, який здійснює підготовку спеціалістів освітньо-кваліфікаційних рівнів «бакалавр» і «магістр». В Університеті здійснюється набір на юридичний факультет та факультети економіки і підприємництва; журналістики; інформації та медіакомунікацій; міжнародних відносин; метрології, вимірювальної техніки та інформаційно-вимірювальної технології, а також підготовка іноземних студентів до вступу у ВНЗ України.

## Факультети
Факультети Львівського університету бізнесу та права:

### Юридичний факультет
Юридичний факультет є навчально-організаційним та науковим структурним підрозділом університету, що здійснює фахову підготовку студентів у межах визначеної спеціальності (освітньо-кваліфікаційного рівня (бакалавр, магістр, перепідготовка — друга вища освіта). Випускники спеціалізуються на правовому забезпеченні фінансово-економічної діяльності господарюючих суб'єктів, різних галузей національної економіки та сфер суспільного життя. На факультеті здійснюється підготовка бакалавра напряму 0304 «Право» Спеціальність 6.030401 «Правознавство» та магістратури напрямку підготовки (спеціальності) 8.060101 «Правознавство».
Термін навчання бакалаврів на денному (заочному) відділенні становить 4 роки. Студенти, які після здобуття рівня «бакалавр» навчатимуться в магістратурі, можуть обрати спеціальності «Господарське право», «Земельне та екологічне право», «Конституційне та фінансове право», «Адміністративне право та процес, фінансове та інформаційне право», «Нотаріат», «Слідство», «Суд. Прокуратура. Адвокатура», «Цивільне право». Термін навчання в магістратурі — 1 рік.
До складу факультету входять чотири фахові кафедри:
- Цивільно-правових дисциплін;
- Адміністративного права та процесу, фінансового і інформаційного права;
- Судоустрою, прокуратури та адвокатури;
- Кримінально-правових дисциплін.

Навчальні курси дисциплін в основному забезпечені професорами, докторами та кандидатами наук, а також спеціалістами які мають великий досвід практичної роботи у сфері юриспруденції.
Випускники юридичного факультету (бакалавр, магістр права) за напрямом підготовки «Правознавство» користуються попитом в різних галузях та сферах суспільного життя, зокрема як юрисконсульти на підприємствах, установах, організаціях, а також у правоохоронних органах, митній та податковій службі, прокуратурі, адвокатурі, суді, можуть працювати на наступних посадах:
- помічника голови суду;
- державного виконавця;
- консультанта нотаріуса;
- інспектора відділу реєстрації актів цивільного стану;
- інспектора відділу соціального захисту населення;
- інспектора відділу працевлаштування; інспектора відділу кадрів;
- інспектора митниць;
- дізнавача правоохоронних органів та на інших посадах які вимагають наявності юридичної освіти.

Після закінчення навчання вони отримують диплом юриста державного зразка, а якісні знання, вміння та навички застосовують на практиці.
Юридичний факультет співпрацює з провідними вишами та науковими закладами України, підтримує досить плідні стосунки із Українською правничою фундацією та українськими правничими студіями, Асоціацією правників України. На факультеті інтенсивно вивчають іноземну мову, що дає студентам можливість стажуватися за кордоном в юридичних вищих закладах та міжнародних організаціях Польщі, Італії, Німеччини.
На факультеті діє Юридична клініка «Viribis Unitas», яка надає безкоштовну правову допомогу населенню. Студенти юридичного факультету беруть участь у регіональних, всеукраїнських та міжнародних конференціях, симпозіумах, конгресах, семінарах, де посідають призові місця. Встановлені досить міцні ділові зв'язки з ВНЗ не лише України, але й найближчого закордоння. Крім того, вже традиційним стало щорічне проведення Міжнародної науково-практичної конференції з прав людини, у якій беруть участь не тільки студенти, викладачі та студенти юридичного факультету, а й багато представників навчальних закладів СНД та інших країн.
На юридичному факультеті функціонують: комп'ютерні класи з виходом в Інтернет; спеціалізована аудиторія адміністративного та господарського права; спеціалізована аудиторія цивільного права; три лекційні аудиторії з проєкційними екранами; бібліотека спеціалізованої юридичної літератури та кабінет спеціалізованої літератури іноземними мовами, які постійно поповнюються новітніми надходженнями з видавництв України та закордонних країн, електронними варіантами нормативно-правових актів, кваліфікаційними науковими роботами, публіцистичним матеріалом та бібліотечними каталогами видань спеціалізованої літератури з окремих дисциплін.

### Факультет економіки та підприємництва
Декан факультету: кандидат економічних наук, доцент Ж. В. Семчук
Економічний факультет — один з провідних факультетів, який засновано одночасно з університетом. Першим деканом факультету став кандидат економічних наук, доцент Є. К. Пирожак. На факультеті підготовано понад 1500 бакалаврів, магістрів.
Нині факультет очолює кандидат економічних наук, доцент Ж. В. Семчук. Тут працює низка високопрофесійних науково-педагогічних працівників. Високий рівень фахової підготовки забезпечують 6 докторів економічних наук, професорів і 16 кандидатів економічних наук, доцентів. Серед них — професори Л. А. Янковська, Ф. В. Горбонос, В. М. Юзевич, Р. М. Скриньковський, Н. Л. Іващук, О. В. Лопушанський, Л. Т. Шевчук, доценти і кандидати наук Ж. В. Семчук, Ю. В. Пинда, Є. К. Пирожак, В. В. Скупейко, В. Є. Титаренко, К. Б. Харук та інші висококваліфіковані працівники з великим досвідом роботи в науковій, практичній та виробничій сферах.
Підготовка фахівців високого рівня супроводжується постійною актуалізацією навчальних планів з урахуванням потреб життя і розвитку науки, а також вимог Болонського процесу, підготовкою підручників нового покоління, викладанням спеціальних дисциплін іноземними мовами, упровадженням інтерактивних технологій у навчальному процесі, а також інтеграцією освіти із практикою на підприємствах, в установах і організаціях. Використовуються сучасна модульно-рейтингова система оцінки знань студентів та ефективні технології, спрямовані на активізацію та підвищення якості самостійної роботи студентів. Економічний факультет успішно співпрацює з науковцями Міжнародної української асоціації (Німеччина) та ВНЗ Польщі, Словаччини та Швеції.
Науковці факультету є авторами відомих в Україні підручників, навчальних посібників та монографій. Лише за останні п'ять років їх видано понад 30.

### Факультет журналістики та інформації
Факультет журналістики та інформації з 2007 року готує фахівців освітньо-кваліфікаційного рівня «бакалавр» і «магістр» за спеціальністю 6.030303 — «Видавнича справа та редагування» напряму «Журналістика та інформація»; освітньо-кваліфікаційного рівня «магістр» за спеціальністю 8.18010019 «Медіа-комунікації».
Термін навчання бакалаврів на денному відділенні — 4 роки, магістрів — 1,5 роки. Підготовка студентів проводиться за навчальним планом, затвердженим Міністерством освіти і науки, молоді та спорту України. На факультеті існує ефективна система пільг щодо сплати за навчання, на старших курсах розроблена програма навчання за індивідуальним графіком. Випусковою кафедрою факультету є кафедра видавничої справи та редагування, яка забезпечує викладання дисциплін фахової та загальноосвітньої підготовки, серед яких курси: «Загальне редагування», «Настільні редакційно-видавничі системи», «Практична стилістика», «Сучасна українська літературна мова», «Редакторський аналіз та підготовка видання», «Основи журналістики», «Засоби масової інформації», «Рекламознавство і підготовка рекламних видань» тощо.
За час навчання студенти проходять навчально-ознайомлювальні та виробничі практики у видавничих структурах Львова і редакціях регіональних та всеукраїнських друкованих ЗМІ, набуваючи досвіду організації редакційно-видавничого процесу, інформаційної та рекламної діяльності, творчої роботи. З метою розвитку творчих здібностей та удосконалення набутих навичок в ЛУБП за активної участі студентів виходить газета «Сходинки».

### Факультет міжнародних відносин
На факультеті студенти мають змогу навчитися аналізувати процеси світової політики, давати оцінку діям зовнішньополітичних відомств, політиків, громадських діячів та обґрунтовувати свої висновки щодо наслідків їх дій, бачити проблеми та перспективи у зовнішній політиці України та інших країн світу. Випускники нашого факультету міжнародних відносин отримуючи глибокі фундаментальні знання, добре володіючи кількома іноземними мовами, розвинутим творчим мисленням, лідерськими якостями, системним баченням економічних, соціальних та політичних процесів у світі є надзвичайно конкурентоздатними на ринку праці. Вони мають більше шансів отримати хорошу, добре оплачувану, престижну роботу.
Професійна підготовка фахівця з міжнародних відносин в Університеті базується на опануванні низки дисциплін, таких як історія та теорія міжнародних відносин, основи світової політики, зовнішня політика України, міжнародні організації, міжнародна інформація, дипломатичний протокол та етикет, світова економіка, порівняльне конституційне право, європейське транскордонне співробітництво, міжнародне право, міжнародні економічні відносини, економіка і зовнішньоекономічні зв'язки України, менеджмент і маркетинг, конфліктологія та теорія переговорів, теорія і практика перекладу.
Навчальний процес забезпечує високопрофесійний викладацький склад ЛУБП. До проведення занять зі спецкурсів залучаються висококваліфіковані фахівці-практики. Професорсько-викладацький склад факультету активно працює над впровадженням основних елементів Болонського процесу в навчальний процес. По всім навчальним дисциплінам розроблений модульний контроль знань студентів. На I—IV курсах факультету всі викладачі оцінку знань студентів здійснюють згідно методики Болонського процесу.

### Факультет метрології, стандартизації і сертифікації
Факультет здійснює підготовку бакалаврів і фахівців з напряму «Метрологія та вимірювальна техніка» в галузі формування й оптимізації показників якості продукції, що випускається, розробки стандартів і технічних умов на продукцію з урахуванням обґрунтованих показників якості, проведення їхньої експертизи, розробки рекомендацій з уніфікації виробів і технологічних процесів, розробки методик атестації і сертифікації продукції і послуг, визначення їхнього технічного рівня та якості.
Термін навчання бакалаврів на денному (заочному) відділенні — 4 роки.
Підготовка студентів-метрологів ведеться на десяти загальноосвітніх, фундаментальних та гуманітарних кафедрах університету. Спеціальну професійну підготовку здійснює профільна кафедра метрології, стандартизації та сертифікації, на якій працюють кваліфіковані викладачі: 2 професори і 4 доценти. Кафедра ще зовсім молода як за своїм віком, так і за віком своїх співробітників, тому схильна до всіляких новацій. Матеріально-технічна база кафедри постійно розширюється та поповнюється новою технікою для оснащення лекційних та лабораторних приміщень.
Для підготовки фахівців спеціальності з усіх дисциплін кафедри розроблені робочі плани, комплексні роботи, комплексні контрольні завдання, підручники та посібники. Вся методична література з дисциплін кафедри має електронні версії. В процесі проведення практик використовується матеріально-технічна база філіалу кафедри на Укрметртестстандарт, та підприємств м. Львова.
Кафедра співпрацює з низкою підприємств та організацій: ВАТ «Український науково-дослідний інститут авіаційної технології», 26 центрами стандартизації і метрології озброєння та військової техніки, Чернігівським державним інститутом економіки і управління, ЗАТ «Виробничо-торговельне об'єднання „Швейна фабрика Дана“», Українським державним науково-виробничим центром стандартизації, метрології та сертифікації, Укрметртестстандартом та іншими.

### Факультет заочної форми навчання
Історія заочного навчання у Львівському університеті бізнесу та права (надалі ЛУБП) розпочалася у 2007 році. Про популярність цієї форми навчання свідчить той факт, що, як правило, до ста абітурієнтів щорічно ставали студентами першого курсу заочного факультету. Враховуючи велику популярність вузу серед працюючого населення регіону, випускників середніх спеціальних навчальних закладів, профтехучилищ і загальноосвітніх шкіл з 1 вересня 2009 року в ЛУБП було відкрито факультет заочного навчання.
В даний час факультет заочного навчання університету забезпечує організацію навчального процесу за трьома спеціальностями:
- «Правознавство»;
- «Фінанси і кредит»;
- «Облік і аудит».

На факультеті навчається понад 350 студентів. Деканат факультету заочного навчання використовує аудиторний фонд університету у погодженні з деканатами факультетів денної форми навчання.
Заочна форма навчання розрахована насамперед на тих, хто працює за напрямком майбутньої спеціальності або вже отримав за обраним фахом освітньо-кваліфікаційний рівень «молодший спеціаліст». Навчання на факультеті створює перспективи для їх професійного росту та вдосконалення, дає можливість здобути вищу освіту. Характерним для сьогодення є збільшення числа молодих людей, які бажають навчатися одночасно за кількома спеціальностями, і саме заочна форма навчання дає їм таку змогу. Щорічно на факультеті зростає число студентів, які здобувають другу вищу освіту.
Після успішного завершення навчання випускникам факультету присвоюється відповідна кваліфікація і видається диплом загальнодержавного зразка освітньо-кваліфікаційного рівня «бакалавр», «магістр». Термін навчання у магістратурі — 1 рік.
Концепція підготовки фахівців за заочною формою базується на використанні досвідчених викладацьких кадрів, сформованих наукових шкіл, наявної матеріально — технічної бази і передбачає навчання як за традиційними аудиторними формами (лекції, лабораторні і семінарські заняття), так і використання специфічних форм заочного навчання (самостійна позааудиторна робота, виконання контрольних завдань).
Навчальний процес за заочною формою проходить під час сесій та у міжсесійний період. Міжсесійний період — це частина навчального року, протягом якого здійснюється позааудиторна самостійна робота студентів з засвоєння навчального матеріалу, студенти виконують індивідуальні контрольні завдання. Сесія для заочної форми навчання — це частина навчального року, протягом якого проходять аудиторні форми навчального процесу, передбачені навчальним планом (лекційні, практичні, семінарські заняття, консультації, виконання індивідуальних контрольних завдань), а також складання іспитів і заліків.
Для координації організаційної та навчально — методичної роботи кафедр з підготовки та видання методичних матеріалів на факультеті створено методичну комісію. На розгляд засідань методичної комісії виносяться питання організації та проведення Державних випускних іспитів, підготовки та затвердження робочих навчальних планів, графіків навчального процесу, підсумкового контролю, розкладу занять тощо.

## Наукова діяльність

### Науково-практичні заходи
У Львівському університеті бізнесу та права відбулася Міжнародна науково-практична конференція «Стратегії політики безпеки у XXI столітті», яка була організована під егідою Міжнародного Антикримінального та Антитерористичного підкомітету у Львівській області, Головного управління МВС України у Львівській області, Поліційної академії у Братиславі, Празької Поліційної академії, Київського університету права НАН України, Західного наукового центру НАН України, Академії дослідження проблем національної безпеки, Східноєвропейської агенції розвитку, Європейського інституту освіти (Словаччина), Університету Коменського в Братиславі; Ужгородського національного університету, Вищої школи публічної та індивідуальної безпеки «Апейрон», Вищої школи підприємництва і маркетингу (Польща), Української академії наук, Академії дослідження проблем національної безпеки.

### Наукові записки
Редакція збірника «Наукові записки Львівського університету бізнесу та права» приймає статті з економічних і юридичних наук.
Статті, які подаються в редакцію збірника «Наукові записки Львівського університету бізнесу та права», повинні відповідати вимогам до фахових видань, внесених до переліків ВАК України.
Наукові статті, відповідно до постанови Президії ВАК України від 15.01.2003 р. № 7-05/1 «Про підвищення вимог до фахових видань, внесених до переліків ВАК України», повинні містити такі необхідні елементи: На конференції обговорювалися важливі питання щодо основних напрямів співробітництва України з Європейським Союзом, проблем політичної та економічної інтеграції, адаптації законодавства України до законодавства ЄС, економічного співробітництва, а також національної безпеки як захищеності життєво важливих інтересів людини і громадянина, суспільства і держави. Особливу увагу було приділено безпековим та охоронним стратегіям XXI століття, безпековим технологіям.